# سرخوشی (آلبوم)
سرخوشی (به اسپانیایی: Euphoria) نهمین آلبوم استودیویی از انریکه ایگلسیاس است که در ۲ ژوئیهٔ ۲۰۱۰ توسط یونیورسال لاتین میوزیک منتشر شد. در این آلبوم از خوانندگان بزرگی همچون ایکان، پیتبول، آشر، لیل وین، لوداکریس و نیکول شرزینگر حضور دارند. این آلبوم مقام بیستم را در بیلبورد ۲۰۰ بدست آورد و سه‌ونیم میلیون نسخه از آن در سراسر جهان به فروش رفت. ترانه من خوشم میاد که با همکاری پیتبول از این اجرا شد مقام چهارم را در بیلبورد ۱۰۰ به‌دست‌آورد.